# Utaawase

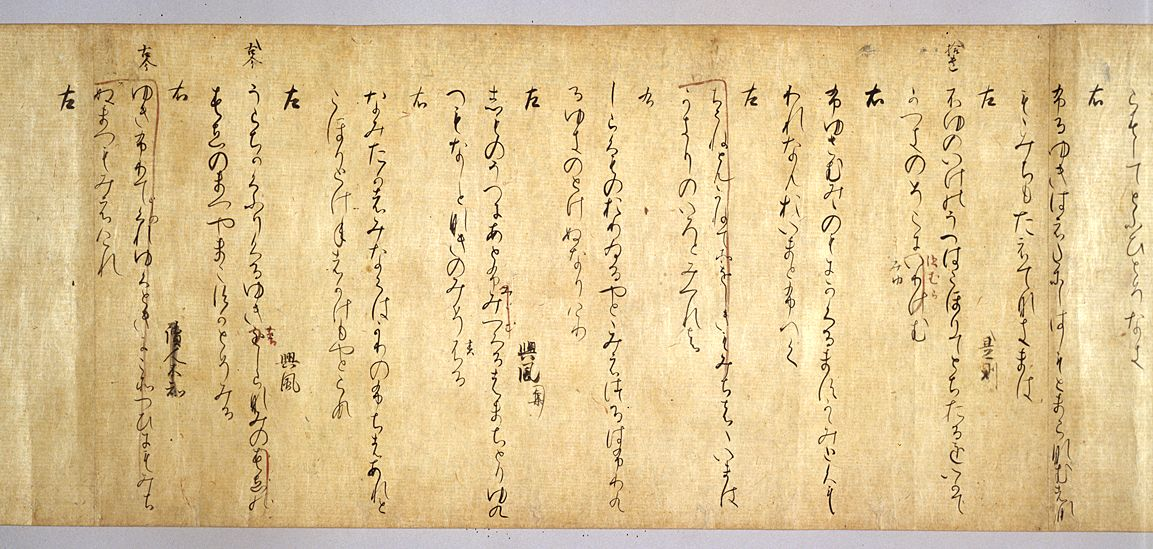
Rouleau datant du XIIe siècle du « concours de poésie organisé par l'impératrice durant l'ère Kanpyō »(c. 890); un parmi plusieurs manuscrits des compétitions de poésie qui ont été désignés trésors nationaux; Musée national de Tokyo

Les utaawase (歌合), concours de poésie ou compétition de waka, représentent une caractéristique distinctive de la création littéraire au Japon durant l'époque de Heian. Ils constituent une importante étape dans le développement de la poétique japonaise puisqu'ils sont à l'origine de la composition de groupe telle que le renga et une incitation à considérer le waka comme une séquence unifiée et non seulement comme des unités individuelles. L'importance durable de la production poétique de ces rencontres peut aussi se  mesurer à la place qu'elle occupe dans les anthologies impériales : Quatre-vingt-douze poèmes du Kokin wakashū et trois-cent soixante-treize du Shin Kokin Wakashū sont issus de ces utaawase,,.

## Contexte social
Le mono-awase (物合), l'appariement par couples de choses par deux parties est un des passe-temps de la cour de Heian. Les éléments associés peuvent être des peintures (絵合, e-awase), des coquillages (貝合, kai-awase), des jonc odorants ou racines d'iris, des fleurs ou des poèmes,,. Cette dernière paire d'association a pris un tour plus sérieux à la fin du IXe siècle avec le concours de poésie organisé par l'impératrice durant l'ère Kanpyō (寛平御時后宮歌合), à l'origine de plus de cinquante poèmes dans le Kokin wakashū,.
Les vingt-huit lignes du journal poétique concours de poésie Teijiin (亭子院歌合) consacre deux d'entre elles aux accompagnements musicaux, gagaku et saibara, et quatre aux vêtements portés par l'ancien empereur Uda, ainsi qu'aux autres participants et aux serviteurs qui portent les suhama (州浜), plateaux avec des paysages côtiers miniatures utilisé dans les mono-awase. À la fin du tournoi, les poèmes sont disposés autour du suhama, ceux traitant de la brume étant placés sur les collines, ceux évoquant les passereaux sur une branche en fleurs, ceux à propos du petit Coucou sur un brin d'unohana et le reste sur des brasiers suspendus à des bateaux de pêche au cormoran miniatures,.

## Format
Les éléments communs aux utaawase sont un sponsor, deux équipes de participants (方人, kataudo), la Droite et la Gauche, la première ayant préséance, une série de manches (番, ban) durant laquelle un poème de chaque équipe est associé à un poème de l'autre équipe, un juge (判者, hanja) qui déclare une victoire (勝, katsu) ou une égalité (持, ji) et peut ajouter des commentaires (判詞, hanshi) et une provision de sujets fixés (題, dai) qui peuvent être communiqués au début de la joute ou distribués à l'avance. En général, tout ce qui pourrait introduire une tonalité discordante est évité tandis que les règles en constante évolution sont « en grande partie prohibitives plutôt que prescriptives », le vocabulaire admissible largement restreint à celui du Kokin wakashū alors que les mots employés dans le Man'yōshū sont susceptibles d'être jugés archaïques. L'emploi d'une phrase telle que harugasumi, (« dans la brume du printemps »), alors que le thème est « la première oie » automnale peut provoquer une hilarité générale. Le nombre de manches varie selon l'occasion; Le concours de poésie en mille cinq cents manches (千五百番歌合) de 1201 est le plus long de tous les utaawase connus.

## Jugement
Le juge est habituellement un poète de renom. Durant le concours de poésie Teijiin l'ancien empereur Uda fait office de juge et quand une de ses propres compositions est comparée à un poème meilleur de Ki no Tsurayuki, commente « Comment un poème impérial peut-il perdre? » et s'offre à lui-même l'égalité. Fujiwara no Shunzei sert de juge quelque vingt et une fois. Durant le concours de poésie en six cents manches (六百番歌合) de 1192, il accorde la victoire à un poème qui contient le vers « champs d'herbe », remarque sa référence à une œuvre précédente (honkadori) avec le commentaire : « il est choquant pour quiconque d'écrire la poésie sans connaître le Genji ». Alors qu'il juge une autre joute, il écrit qu'« il doit y avoir dans une présentation, de l'attrait, de la profondeur (yūgen) et une aura singulière qui planent au-dessus du poème comme un voile de brume sur les cerisier en fleurs, le brame d'un cerf avant la lune d'automne, l'odeur du printemps avec les abricotier en fleurs ou la pluie d'automne dans les feuilles pourpres sur les sommets ».

## Utaawase-e

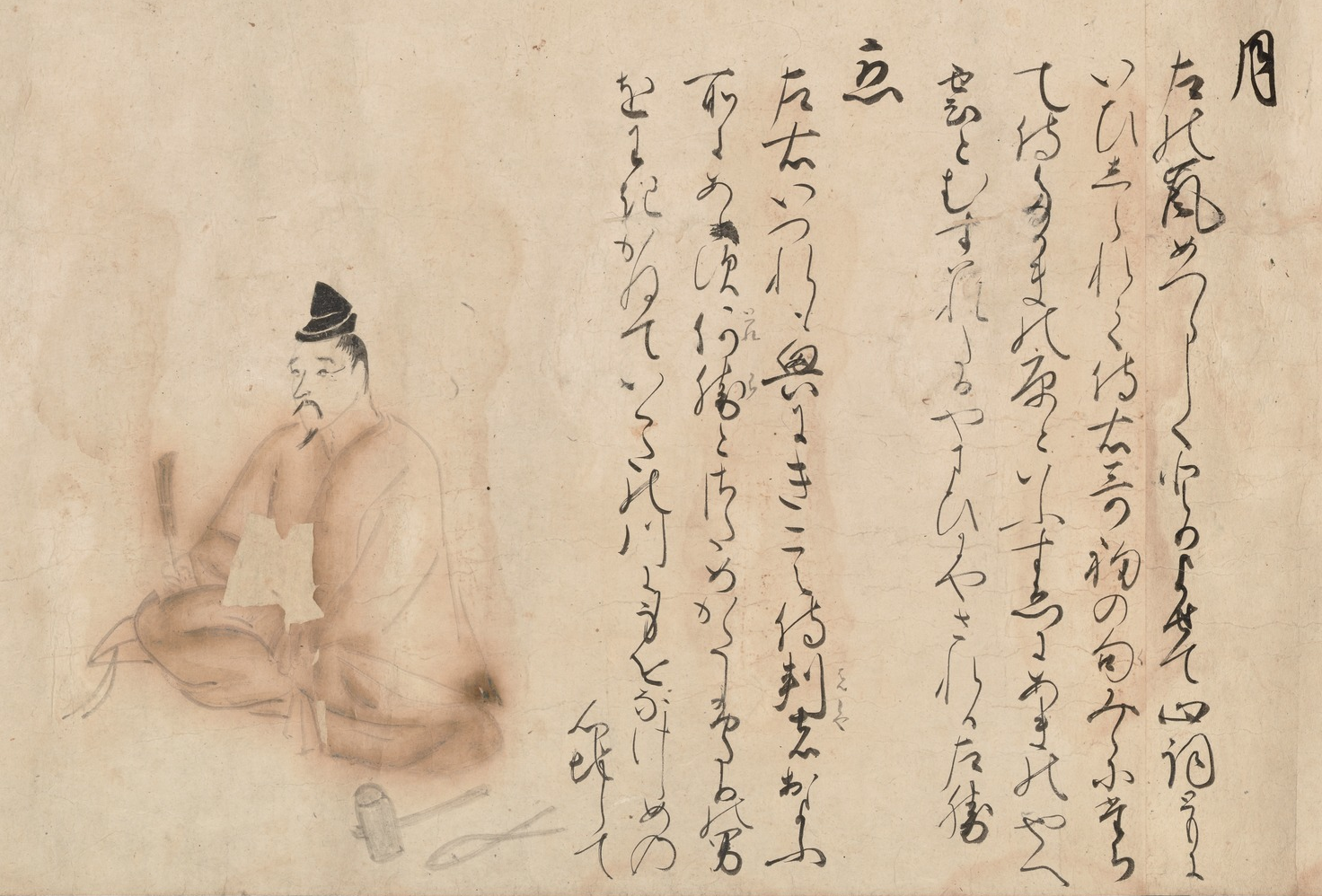
Emaki du début du XIVe siècle Concours de poésie Tōhoku'in parmi des personnes de professions différentes (1214); Bien culturel important du Japon; Musée national de Tokyo

Les utaawase-e (歌合絵) sont des registres illustrés de véritables tournois de poésie ou des représentations de concours imaginaires comme ceux qui auraient pu avoir lieu entre les trente-six grands poètes. L' emaki du XIVe siècle Concours de poésie Tōhoku'in parmi des personnes de professions différentes (東北院職人歌合絵巻) représente un groupe d'artisans qui participe à un concours de poésie en émulation de ceux de la noblesse. Avec un transcripteur de sutra comme juge, un médecin, un forgeron, un polisseur d'épée, une servante de sanctuaire et un pêcheur s'opposent à un maître de yin et yang, un charpentier de cour, un fondeur, un joueur et un marchand, chacun composant deux poèmes sur les thèmes de la Lune et de l'amour,.

## Prolongements divers
Le jika-awase (自歌合), pratiqué par des gens comme le prêtre poète Saigyō, est un développement de l'utaawase dans lequel le concurrent « joue une sorte de jeu d'échecs poétique avec lui-même ». Il choisit ses sujets, compose tous les poèmes et les soumet au juge afin que celui-ci les commente,. Le concours poétique entre douze espèces (十二類歌合) est une œuvre satirique du début du XVe siècle dans laquelle les douze animaux du zodiaque chinois organisent une compétition de poésie sur les thèmes de la Lune et de l'amour. D'autres animaux, menés par un cerf et un tanuki, s'invitent de force à la réunion et le tanuki provoque une telle indignation qu'il en échappe à peine vivant; disgracié, il se retire dans une grotte où il écrit des poèmes avec un pinceau fait de ses propres poils,.